# 普雷斯泊魮
普雷斯泊魮（学名：Barbus prespensis）為輻鰭魚綱鯉形目鯉科的其中一個種。被IUCN列為次級保育類動物，分布於歐洲希臘、馬其頓及阿爾巴尼亞，棲息在低地平原的溪流或湖泊，屬雜食性，以無脊椎動物及植物為食，繁殖期在每年4至7月，體長可達30公分，可做為食用魚。

## 扩展阅读
維基物種上的相關：普雷斯泊魮